# بيل أندرسون (مغني)
جيمس ويليام «بيل» أندرسون الثالث (بالإنجليزية: Bill Anderson)‏ (ولد في 1 نوفمبر 1937)، هو مغني كانتري أمريكي. وهو عضو قديم في البرنامج الإذاعي الأسبوعي «غراند أول أوبري» في ناشفيل منذ عام 1961. أصدر أكثر من 40 ألبومًا تسجيليا ووصل أغانيه إلى المرتبة الأولى على قائمة بيلبورد لأغاني الكانتري في سبع مناسبات.
يعد أندرسون أحد أنجح مؤلفي الأغاني في تاريخ موسيقى كانتري، واكتسب لقب «بيل الهامس» بسبب أسلوب غنائه الخافت والمقاطع المحكية في أغانيه. سجل عديد الفنانين أغانيه على مدى عدة عقود، مثل راي برايس وكوني سميث ولين أندرسون وجيم ريفز وكونواي تويتي وإدي أرنولد وروي كلارك وليفتي فريزل وبراد بيزلي وكيني تشيسني وجورج سترايت.
قدم بيل أندرسون برنامجه التلفزيوني الخاص في الستينيات. وظهر عدة مرات على التلفزيون، بما في ذلك فترتين كمقدم لبرنامج ألعاب: The Better Sex (بالاشتراك مع سارة بورسيل) في عام 1977، وبرنامج فاندانغو (1983-1989) على شبكة ناشفيل. وقد استضاف أيضًا برنامج مقابلات يُدعى Opry Backstage وكان منتجًا لعرض مواهب بعنوان You Can Be Star، واستضافه زميله جيم إد براون، كما ظهر كضيف على العديد من البرامج والمسلسلات التلفزيونية الأخرى.
أندرسون هو عضو في غراند أول أوبري وقاعة مشاهير موسيقى الكانتري، وقاعة مشاهير كتاب الأغاني وكذلك قاعة مشاهير كتاب الأغاني في ناشفيل.

## السيرة

### الصعود إلى الشهرة
ولد بيل ولد في كولومبيا، كارولينا الجنوبية، ونشأ في مدينتي جريفين وديكاتور في جورجيا. درس الصحافة في جامعة جورجيا وركز على الصحافة الرياضية، وعمل خلال دراسته كمشغل أغاني في راديو WGAU، وحاول أن يشق طريقه في مجالب كتابة الأغاني والغناء.  حصل على شهادة في الصحافة من كلية هنري دبليو جرادي في الصحافة والاتصالات العامة، وحصل على وظيفة في جريدة أتلانتا كونتستيوشن. أصبح أيضا عضوا في أخوية كابا سيجما.
كتب أندرسون أغنية "City Lights" عندما كان عمره 19 عامًا، وكان وقتها يعمل محطة WJJC في كومرس، جورجيا. سجل راي برايس الأغنية في عام 1958، وتصدرت قائمة بيلبورد لأغاني الكانتري، وكرر المغني ميكي غيلي هذا الإنجاز في عام 1975. استغل أندرسون هذا النجاح المفاجئ وانتقل إلى ناشفيل ووقع على عقد تسجيل مع ديكا ريكوردز. 

### 1959-1978: مسيرته الغنائية
سجل أندرسون مع علامة صغيرة تدعى تي إن تي بين عامي 1957 و 1959 قبل تسجيله إلى ديكا، حيث أصدر ثلاثة أغانٍ لم تنجح في دخول القوائم، بما في ذلك نسخته الخاصة من «سيتي لايتس». ثم غادرها بعد التوقيع مع ديكا في عام 1959.
أول ظهور له على القوائم كان في عام 1959 بعنوان "That's What It's Like to Be Lonesome"، أتبعها بأغاني ناجحة أخرى مثل Tip of My Fingers في عام 1960، وأغنية Po' Folks عام 1961 وأغنية "Mama Sang a Song" عام 1962، وكانت الأخيرة أول أغنية له تتصدر القائمة. سجل في عام 1963 إحدى أنجح أغانيه وهي "Still"، والتي احتوت فقرة محكية.  تجاوزت الأغنية في نجاحها مجال الكانتري ووصلت للمركز الثامن على قائمة أغاني البوب والثالث على قائمة أغاني الكبار المعاصرة.
وصلت أغاني أندرسون إلى المركز الأول سبع مرات حتى عام 1976، فبالإضافة الأغنيتين السابقتين، سجل أغنية "I Get the Fever" (1966)، "For Loving You" (ثنائي عام 1967 مع جان هوارد)، "My Life (Throw It Away if I Want To" (1969)، "World of Make Believe" (1974)، "Sometimes" (1976) في ثنائي مع ماري لو تيرنر. 
آخر أغنية له تصل العشرة الأوائل كانت I Can't Wait Any Longer في عام 1978، وبحلول عام 1982، ابتعد عن عن مجال الغناء. 
تم التصويت لأندرسون وترشيحه لجائزة «كاتب الأغاني للعام» ست مرات، ومغني لسنة، وكذلك تشرح ضمن جائزة ثنائي السنة مع كل من جان هوارد وماري لو تيرنر، كما نالت فرقته ترشيح فرقة العام، وفي عام 1975 تم التصويت لإدخاله في قاعة مشاهير كتاب الأغاني في ناشفيل. بعد عشر سنوات، تم إدخاله في قاعة مشاهير موسيقى جورجيا. وفي عام 1993، أصبح عضوًا في قاعة مشاهير إذاعات جورجيا. في عام 1994، تم إدراجه في قاعة مشاهير الموسيقى والترفيه في كارولينا الجنوبية. وفي عام 2001، تم إدخاله قاعة مشاهير الكانتري في ناشفيل.

### تأليف الأغاني
كتب أندرسون الأغاني للعديد من مطربي الكانتري. فبالإضافة لأغنيته الناجحة الأولى مع راي برايس، ألف أندرسون العديد أغاني كوني سميث في الستينات، بما في ذلك أغنيتها الشهيرة "Once a Day"، التي تصدرت قائمة بيلبورد لأغاني الكانتري لثمانية أسابيع في عام 1964، وكانت أطول مدة تقضيها أغنية لمغنية في صدارة القائمة، حتى حطمت تايلور سويفت هذا الرقم عام 2010.
في عام 1975، تم اختيار أندرسون لإدخاله في قاعة مشاهير كتاب الأغاني في ناشفيل، وتم إدخاله في قاعة مشاهير كتاب الأغاني في عام 2018.

### التمثيل وبرامج الألعاب
كان أندرسون أول فنان كانتري يستضيف برنامج ألعاب على شبكة تلفزيونية، بدءاً من برنامج The Better Sex على محطة أيه بي سي بالاشتراك مع سارة بورسيل في عام 1977، وبرنامج Spellbinders الذي لم تصور منه سوى حلقة تجريبية في عام 1978، ثم برنامج Fandango على شبكة الكابل TNN في عام 1983. كما ظهر لثلاث سنوات في المسلسل التلفزيوني النهاري One Life to Live على تلفزيون أيه بي سي.
استضاف أندرسون برنامج مقابلات بعنوان Opry Backstage لست سنوات، كما اشترك في إنتاج برنامج مواهب بعنوان You Can Be Star. كما ظهر كنجم ضيف في برامج الألعاب والمنوعات.

### 1990 إلى الحاضر
نشر أندرسون سيرة ذاتية بعنوان "Whisperin ’Bill" عن طريق لونغستريت بريس في عام 1989، وكتبه على مدى ثلاث سنوات، وحقق مبيعات كبيرة في أنحاء الجنوب. ونشر كتابا ثانيا عن صناعة الموسيقى عام 1993 وهو الآن في طبعته الرابعة.  وهو عضو في غراند أول أوبري منذ عام 1961 ويغني هناك بانتظام. في عام 2000، أصدر أحدث ألبوماته، وعنوانه "A Lot Of Things Different"، وتلقى مراجعات جيدة، وكتب جميع أغانيه أو شارك في كتابتها. في عام 2004، سجل براد بايزلي وأليسون كراوس أغنية Whiskey Lullaby من تأليف أندرسون وجون راندال. في 5 نوفمبر 2002، صنفته مؤسسة بي إم آي للنشر كأول رمز لتأليف الأغاني في مجال الكانتري. وفقًا لمؤشر بي إم آي، قام العديد من الفنانين بتسجيل أكثر من 400 أغنية مختلفة مكتوبة أو مكتوبة في أندرسون في الخمسين سنة الماضية.
فاز أندرسون بجائزة فيديو السنة وأفضل تعاون صوتي عن فيديو أغنية "Whiskey Lullaby" عام 2004. فازت "Give it Away"، والتي شارك أندرسون في تأليفها وأداها جورج سترايت، بجائزة أغنية السنة من أكاديمية موسيقى الكانتري عام 2006، وربحت نفس الجائزة من جمعية موسيقى الكانتري في نوفمبر 2007، وتوجه الجمعية هذه الجائزة إلى مؤلفي الأغاني.
في عام 2018، تم إدخال أندرسون في قاعة مشاهير كتاب الأغاني. أصدر ألبومًا بعنوان Anderson في سبتمبر 2018.

### الأعمال
عمل أندرسون في الثمانينيات كمتحدث باسم سلسلة مطاعم Po 'Folks، والتي أخذت اسمها من أغنيته بنفس الاسم.

## وصلات خارجية
- بيل أندرسون على موقع IMDb (الإنجليزية)
- بيل أندرسون على موقع ميوزك برينز (الإنجليزية)
- بيل أندرسون على موقع إن إن دي بي (الإنجليزية)
- بيل أندرسون على موقع ديسكوغز (الإنجليزية)
- بيل أندرسون على موقع قاعدة بيانات الفيلم (الإنجليزية)

- Bill Anderson at the Country Music Hall of Fame
- Whisperin' Bill Anderson Interview NAMM Oral History Library (2009)